# Římskokatolická farnost Dobročkovice
Římskokatolická farnost Dobročkovice je územní společenství římských katolíků v děkanství slavkovském, s farním kostelem Všech svatých.

## Historie farnosti
Farní kostel Všech svatých byl vystavěn v gotickém slohu, později byl často přestavován a upravován. První písemné zmínky pocházejí z poloviny 14. století, samostatná fara se poprvé zmiňuje k roku 1409. Poslední zmínka o ní pak byla v roce 1613, poté zanikla a Dobročkovice patřily do farnosti Milonice. Samostatná dobročkovická farnost vznikla opět v roce 1938.

## Duchovní správci
Prvním novodobým duchovním správcem farnosti byl P. Vincenc Knap (od roku 1941 byl jmenován administrátorem, o rok později dobročkovským farářem. Zemřel 4. března 1952 v Dobročkovicích, kde je také pochován). V letech 1952–1956 byly Dobročkovice spravovány z Milonic P. Josefem Němcem. Od roku 1956 byl dobročkovickým farářem P. Inocenc Haňka, ten z farnosti odešel na odpočinek roku 1971. Od té doby jsou Dobročkovice spravovány z vedlejších farností těmito duchovními správci:
- P. Stanislav Ledabyl 1971–1973 (správa z Brankovic)
- P. Bedřich Antonín Krump 1973–1985 (správa z Brankovic)
- P. Zdeněk Prokeš 1985–1993 (správa z Nemotic)
- P. Petr Nešpor 1993–2001 (správa z Milonic)
- P. Miroslav Slavíček 2001–2006 (správa z Milonic)
- P. Pavel Lacina 2006–2013 (správa z Milonic)
- R. D. Mgr. Jan Krbec 2013–2016 (správa z Milonic)[2]
- R. D. Ing. Martin Kohoutek 2016–2022 (správa z Milonic)[3]

Současným administrátorem byl 1. srpna 2022 jmenován R. D. Mgr. Stanislav Mahovský.

## Bohoslužby
| Kostel        | Místo        | Bohoslužba (den) | Hodina     | Poznámka     |
| ------------- | ------------ | ---------------- | ---------- | ------------ |
| Všech svatých | Dobročkovice | neděle středa    | 9.30 18.00 | Farní kostel |

## Aktivity ve farnosti
Dnem vzájemných modliteb farností za bohoslovce a bohoslovců za farnosti brněnské diecéze je 19. květen. Adorační den připadá na 13. září
Ve farnosti se pravidelně pořádá tříkrálová sbírka.